# Steven Smith (baloncestista)
Steven Alexander Smith,  (nacido el 12 de abril de 1983 en Filadelfia, Pensilvania) es un jugador de baloncesto estadounidense. Con 2.06 de estatura, su puesto natural en la cancha es el de ala-pívot. Actualmente forma parte de la plantilla del Antibes Sharks francés.

## Trayectoria
- Universidad de La Salle (2002-2006)
- Philadelphia 76ers (2006-2007)
- Anaheim Arsenal (2007)
- CB Sevilla (2007)
- Anaheim Arsenal (2007-2008)
- Sebastiani Basket Club Rieti (2008)
- Kolossos Rodou BC (2008-2009)
- Ironi Nahariya (2010)
- EWE Baskets Oldenburg (2010)
- Panellinios BC (2010-2011)
- Panathinaikos BC (2011-2012)
- Virtus Pallacanestro Bologna (2012-2014)
- Austin Toros (2014)
- JL Bourg-en-Bresse (2014-2015)
- Élan Béarnais Pau-Orthez (2015–2016)
- Champagne Châlons-Reims (2016–2017)
- Asociación Atlética Quimsa (2017–2018)
- Antibes Sharks (2018-)